# Sulfur
«Sulfur» (с англ. — «Сера») — четвёртый сингл группы Slipknot из альбома All Hope Is Gone. Песня в альбоме третья по порядку.

## Список композиций
1. Sulfur (Radio Mix — Edit) — 4:01
2. Sulfur (Radio Mix) — 4:37

## Видеоклип
На видео участники группы находятся в тесной темной комнатке и исполняют песню. Часто повторяются кадры погружения какого-либо из членов группы в серу. Релиз клипа состоялся 18 апреля 2009 года по каналу MTV2.
Кори: «Это отражение того, где я сейчас нахожусь, что я чувствую, сейчас я не просто физически здоров, но и здоров морально, как человек, в полном расцвете сил. Последние три года были для меня пробуждающими. Я развивал свою мораль, но у меня было чувство, как и у любого другого человека есть обратная сторона, как у монетки, оно всегда было внутри меня, это заставляло меня чувствовать, что я пережевываю фольгу. Раньше, я основывал мнение обо мне непосредственно перед теми, кто думал обо мне. Я становился сильнее, и учился быть счастливым в своей шкуре, и признавал, что это все гре***не мысли обо мне.»
Гитарный проигрыш похож на более замедленную версию проигрыша песни (sic).